# Aéroport Charles-de-Gaulle 2 TGV (stanice metra v Paříži)
Aéroport Charles-de-Gaulle 2 TGV je plánovaná stanice pařížského metra, která se bude nacházet na lince 17 v obci Le Mesnil-Amelot v departementu Seine-et-Marne. Má být otevřena do roku 2030 a bude sloužit terminálu na letišti Charlese de Gaulla.

## Vývoj
Ve stanici bude instalováno dílo kanadského umělce Kapwani Kiwangy ve spolupráci s architektem Danielem Jongtienem. Půjde o velké zlaté kovové závěsy se zakřiveným tvarem evokujícím slunce.
Přípravné práce pro stavbu stanice a obslužných komunikací začaly v listopadu 2022.
Později (plány na rok 2040) by se mohla stát severovýchodní konečnou linky 19.